# Chazara briseis
The Hermit (Chazara briseis) là một loài loài bướm species belonging to the family Nymphalidae. Nó có thể được tìm thấy ở Bắc Phi, Nam Âu, Tiểu Á, Kavkaz, Kazakhstan, Middle châu Á through Afghanistan, và tây bắc Trung Quốc và Tuva.
Sải cánh dài 45–60 mm. The butterflies fly từ tháng 7 đến tháng 9 tùy theo địa điểm.
Ấu trùng ăn các loài Sesleria coerulea and Gramineae, Sesleria, Festuca, Stipa, Poa, Brachypodium and Lolium.

## Hình ảnh

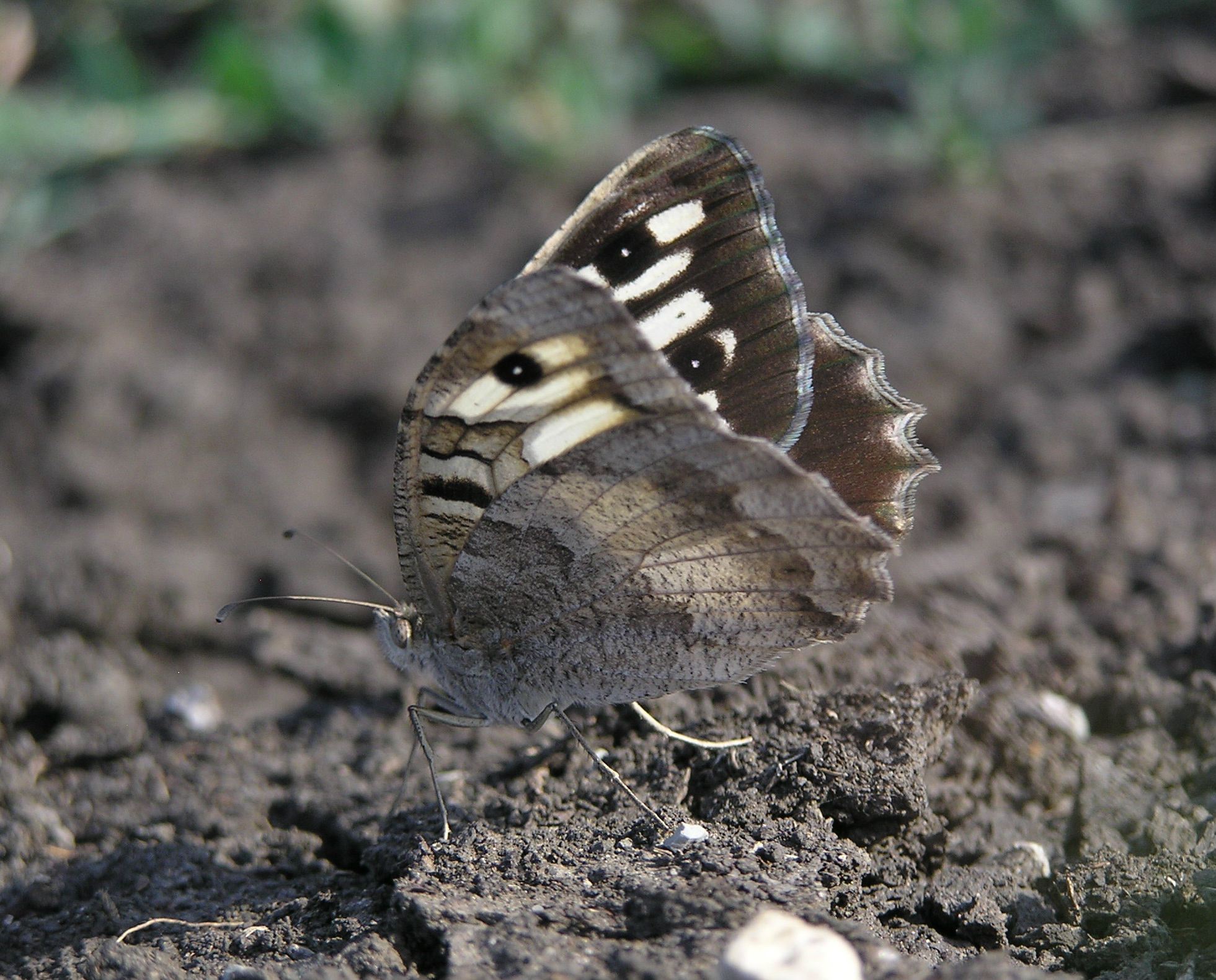
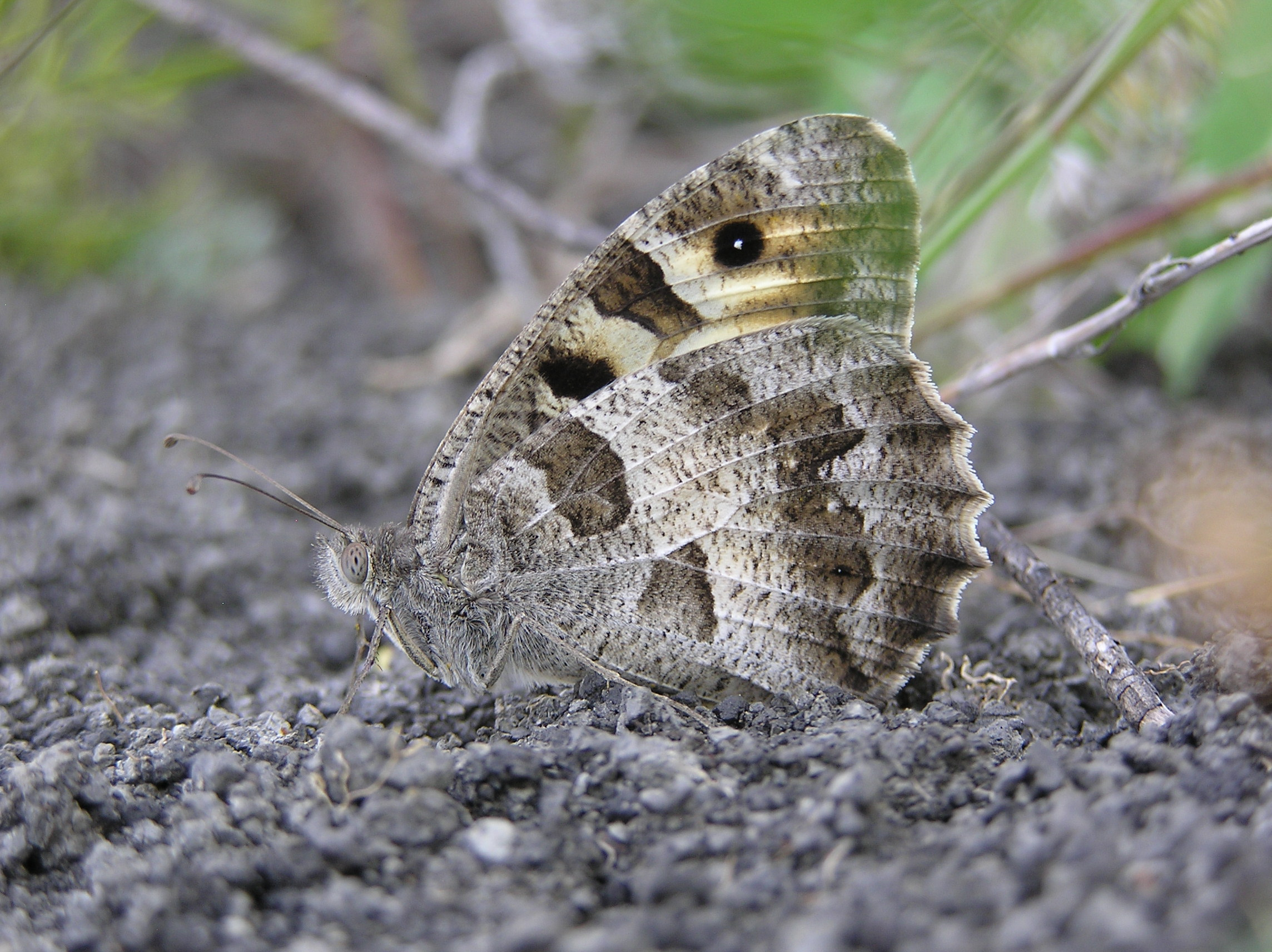
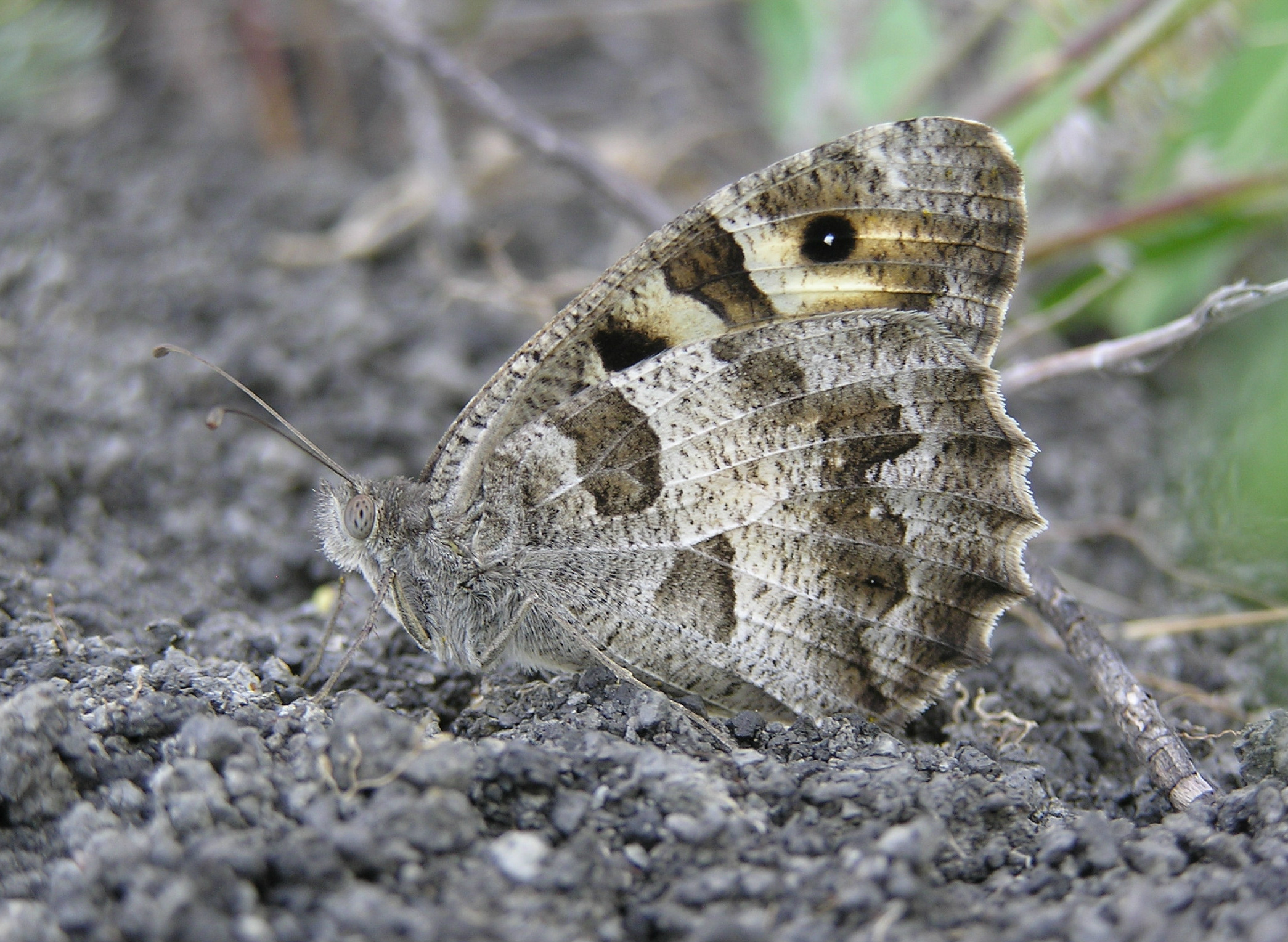